# Tagliatelle
Le tagliatelle sono una pasta all'uovo tipica della cucina tradizionale dell'Emilia, della Romagna, dell'Italia centrale e settentrionale. Il loro nome deriva dal verbo "tagliare", dato che si ottengono stendendo la pasta in sfoglia sottile e tagliandola, dopo averla arrotolata.

## Storia

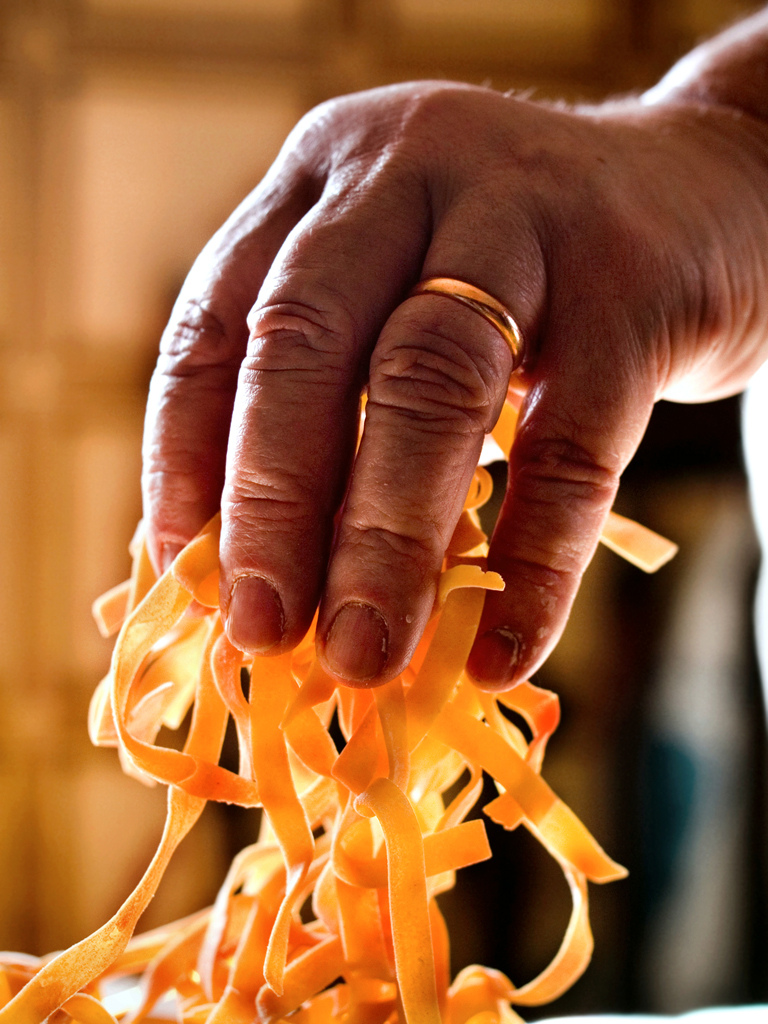
Tagliatelle casalinghe appena fatte

Le origini delle tagliatelle sono antichissime e difficilmente documentabili, in quanto la loro storia si intreccia con quella di altri formati di pasta, diffusi fin dall'epoca romana quali le lagane menzionate da Orazio.
Il termine si ritrova già nel Cinquecento, in un trattato del provveditore ducale alla corte estense di Ferrara Cristoforo di Messisbugo, pubblicato postumo nel 1549 col titolo Banchetti compositioni di vivande, et apparecchio generale. Nell'opera è riportata la ricetta di un formato di pasta chiamato "lasagnuolle overo tagliatelle tirate", il che suggerisce un'origine comune con le lasagne. La ricetta di Cristoforo di Messisburgo rispecchia in buona parte quella attuale.
Le tagliatelle vengono inoltre menzionate nel 1593 fra i principali formati di pasta dall'ecclesiastico romagnolo Tommaso Garzoni. A quel tempo era in uso anche il termine al maschile "tagliatelli", come testimoniato da ricettari dell'epoca come l'Opera di Bartolomeo Scappi.

Nel 1891 Pellegrino Artusi scriveva: 
(Pellegrino Artusi, La scienza in cucina e l'arte di mangiar bene (1891))
Durante il ventennio fascista lo scrittore Filippo Tommaso Marinetti, come atto paradossale di provocazione, propose l'abolizione delle tagliatelle e dei maccheroni perché considerati cibi "antivirili" e "antiguerrieri".
Il 16 aprile 1972 Francesco Majani e Alcino Cesari, in nome dell'Accademia italiana della cucina, depositarono presso la Camera di Commercio Industria Artigianato e Agricoltura di Bologna la ricetta e la misura della vera tagliatella di Bologna. Un campione di tagliatella in oro è esposto in bacheca presso la Camera di Commercio. La larghezza della tagliatella cotta è stabilita in 8 millimetri (pari alla 12 270ª parte dell'altezza della torre degli Asinelli) equivalenti a circa 7 mm da cruda. Lo spessore non è stato codificato con precisione, comunque deve essere tra i 6 e gli 8 decimi di millimetro.

## Preparazione

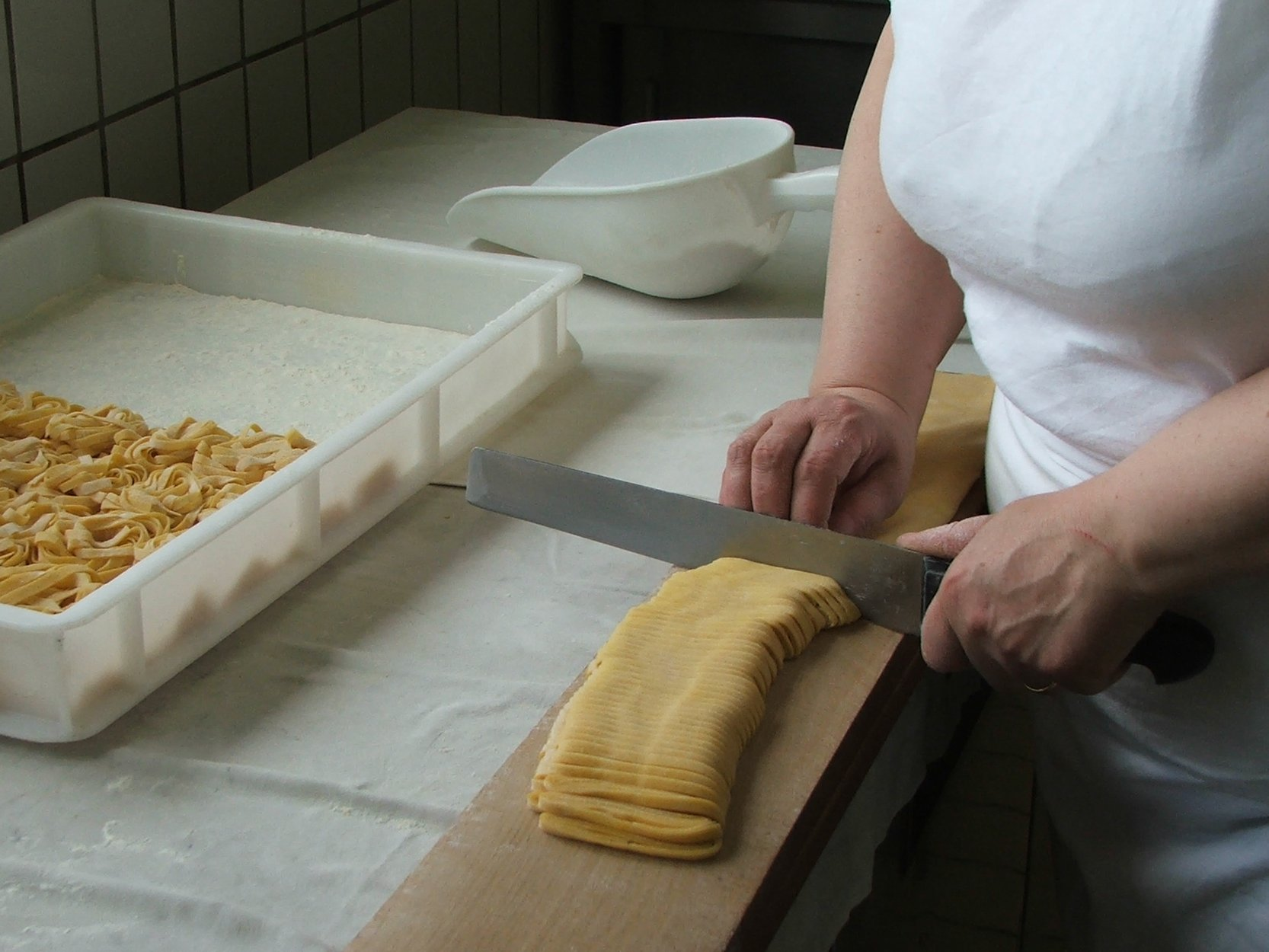
Taglio della sfoglia arrotolata, per creare le tagliatelle

Gli ingredienti per l’impasto base sono farina di grano tenero e uova fresche a temperatura ambiente. La regola tradizionale prevede un uovo ogni 100 g di farina.
La farina si dispone a fontana sulla spianatoia e al centro viene fatto un incavo col pugno. Le uova vengono rotte all'interno dell'incavo e la farina impastata portandone verso il centro poca alla volta, fino a che tutto sarà ben amalgamato e si sarà ottenuto un panetto liscio ed elastico ma abbastanza secco.
L'impasto si lascia riposare, coperto con uno straccio, per non meno di mezz'ora, affinché la farina possa agglutinare. Poi viene abilmente steso con un matterello fino a tirare una sfoglia sottile circa 1 mm o meno.
A questo punto la sfoglia viene lasciare asciugare per qualche minuto. Una volta asciutta, la si arrotola delicatamente su sé stessa e la si taglia a fettine larghe 6-8 millimetri.
Infine, le tagliatelle vengono stese su un piano infarinato, arrotolate a "nido", e si lasciano asciugare per qualche ora prima della cottura.

## Condimenti nelle varie regioni italiane

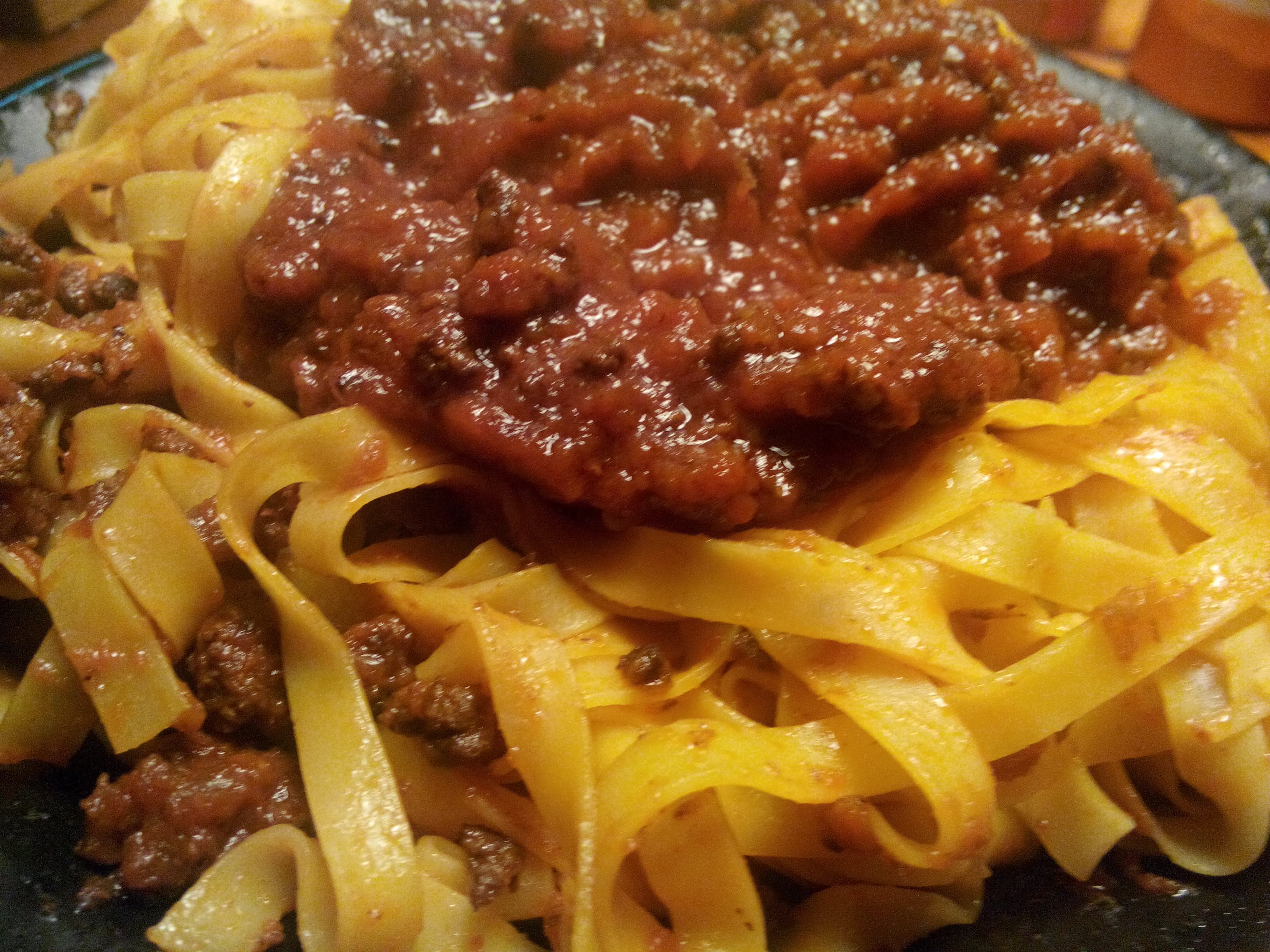
Un piatto di tagliatelle al ragù di cinghiale

In Emilia, specialmente a Bologna, la ricetta classica vuole che le tagliatelle siano condite con il ragù bolognese, preparato con polpa di manzo, macinata e cucinata in un soffritto di burro, pancetta, aromi, tirata a cottura con brodo, vino e concentrato di pomodoro, e generosamente coperte di Parmigiano Reggiano.
In Romagna vengono anche preparate verdi con aggiunta di spinaci nell'impasto, oppure miste (cosiddetta paglia e fieno). Si usano vari condimenti come ragù, piselli, prosciutto crudo. Sono spolverizzate di Parmigiano Reggiano oppure di locale formaggio di fossa. Una variante sono i tajadlot, ricavati da una sfoglia sottile e tagliati stretti, con una larghezza intermedia fra tagliolini e tagliatelle. A Cattolica sono caratteristici i tajadlot s'li puracie (con sugo di vongole).

Nell'Appennino tosco-emiliano e tosco-romagnolo, così come nelle aree montane della Toscana è comune condire le tagliatelle con funghi di bosco, tartufi e ragù di cinghiale. 

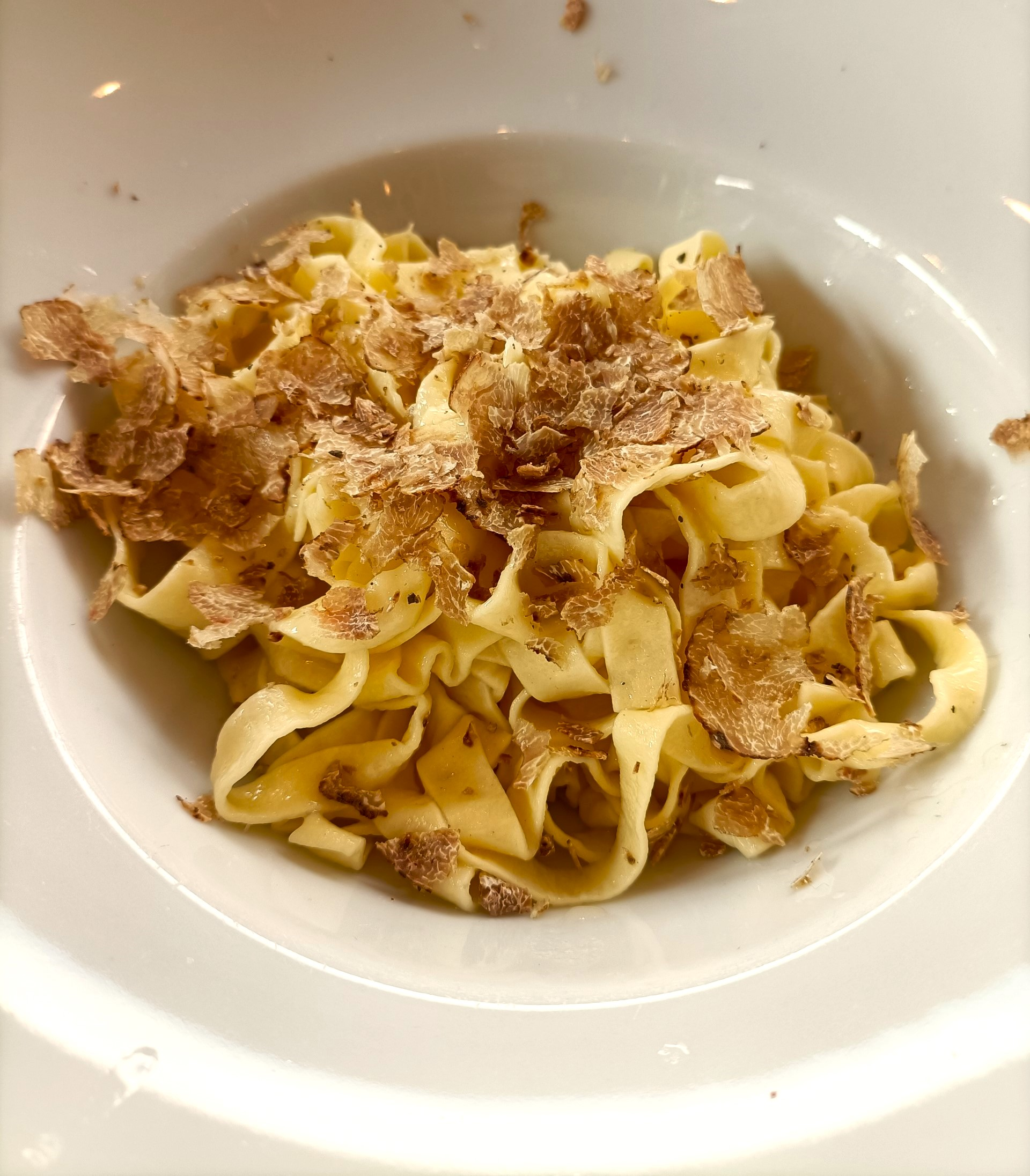
Tagliatelle romagnole al tartufo

Nelle Marche le tagliatelle si condiscono con vari tipi di ragù. Lungo la costa, oltre che con ragù di carne, si condiscono anche con sugo di pesce o di molluschi, mentre nelle zone appenniniche sono diffusi anche i condimenti a base di cacciagione. A Macerata le tagliatelle sono il piatto del giorno del santo patrono San Giuliano l'Ospitaliere.
In Umbria si condiscono con funghi porcini, ragù di cinghiale o d'anatra. La vera e propria specialità regionale sono le tagliatelle al tartufo.
In Veneto vengono anche chiamate lasagne, sebbene tale termine altrove indichi un diverso formato di pasta. In provincia di Belluno e diverse altre parti del Veneto ci si prepara la pasta e fasoi, variante locale della pasta e fagioli, ma vengono anche unite al prosciutto d'oca nel fisinàl, tipico piatto della tradizione ebraica veneziana. 
Una variante sono le tagliatelle verdi, nel cui impasto entra la bietola, lo spinacio o l'ortica.

## Le tagliatelle nella cultura di massa
Lo scrittore romagnolo Olindo Guerrini (in arte Lorenzo Stecchetti) ha dedicato alle tagliatelle una poesia:
Che farete bollire allegramente
In molt'acqua salata, avendo cura
Che, come si suol dir, restino al dente;
Poiché se passa il punto di cottura
Diventan pappa molle, porcheria,
Insomma roba da buttarla via.
Dall'altra parte in un tegame basso,
Mettete alcune fette di prosciutto
Tagliato a dadi, misto, magro e grasso;
Indi col burro rosolate il tutto.
Scolate la minestra e poi conditela
Con questo intinto e forma, indi servitela.
Questa minestra che onora Bologna
Detta la Grassa non inutilmente
Carezza l'uomo dove gli bisogna,
Dà forza ai muscoli ed alla mente
Fa prender tutto con filosofia
Piace, nutre, consola e così sia.»
(Olindo Guerrini, L'arte di utilizzare gli avanza della mensa, 1918)
Le tagliatelle figurano nel titolo e nel testo della canzone in dialetto bolognese Dal Tajadel di Andrea Mingardi (1975).
Grande successo ha ottenuto Le tagliatelle di nonna Pina, brano scritto e composto da Gian Marco Gualandi e vincitore del 46º Zecchino d'Oro.

## Prodotti gastronomici simili
Nel Lazio, in particolare a Roma e provincia, esiste un tipo di pasta simile: fettuccine, più strette delle tagliatelle; vengono condite solitamente con ragù di selvaggina (cinghiale, lepre), abbacchio (agnello) o manzo o con un sugo di pomodori freschi.
In Ungheria un tipo di pasta molto simile alle tagliatelle emiliane è chiamato egyszerű gyúrt tészta.
Nella regione sudorientale della Cina, nel Chaoshan, e nei paesi del sudest asiatico dove si trovano comunità cinesi, è diffuso un tipo di pasta simile alle tagliatelle chiamato mee pok.